# 5629 Кувана
5629 Кувана (5629 Kuwana) — астероїд головного поясу, відкритий 20 лютого 1993 року.
Тіссеранів параметр щодо Юпітера — 3,210.